# Arctosa lesserti
Arctosa lesserti är en spindelart som beskrevs av Eduard Reimoser 1934. Arctosa lesserti ingår i släktet Arctosa och familjen vargspindlar. Inga underarter finns listade i Catalogue of Life.